# Гейман, Христофор Август
Христофор Август Гейман (нем. Christoph August Heumann, 3 августа 1681, Альштедт (Саксония-Анхальт) — 1 мая 1764, Геттинген) — немецкий энциклопедист, историк литературы и философии, филолог, искусствовед, переводчик, педагог, профессор университета в Гёттингене. Евангелистско-лютеранский богослов эпохи Просвещения. Доктор богословия.

## Биография
Родился в семье пастора. В 1699 по 1702 годах изучал теологию и философию в университете Йены. После получения степени магистра (диссертация «De duellis Principum») с 1702 года читал в альма матер лекции по философии и проповедовал в университетской церкви. В 1705 году совершил поездка по Германии и Голландии, во время которой познакомился с несколькими известными деятелями науки (включая Лейбница).
В 1709 году поселился в Эйзенахе, преподавал философию, экзегетику и риторику. Также читал лекции в Йене.
Получил докторскую степень а области богословия в Хельмштедте в 1728 году, защитив диссертацию о суевериях культа реликвий «Disputatio de superstitione verae fidei innocue admixta».
Считается одним из самых видных и разносторонних немецких учёных первой половины XVIII века. Его участие в полемике о Вечере Господней характеризует его, как представителя последовательной богословской свободы обучения и как пионера евангелического союза, который критически исследует и преодолевает споры XVI века. Он считается соучредителем нового взгляда на историю философии эпохи Просвещения и его исторических предположений относительно происхождения научного знания. Учёный постулировал, что философия должна основываться на неопровержимых фактах. История философии берёт на себя новую функцию культурно-исторического исследования социальных условий научного существования.
Благодаря обширным и хорошо обоснованным богословским, философским, историческим и филологическим навыкам Христофора Августа Геймана появилось в общей сложности около 400 произведений: компиляции почти из всех областей гуманитарных наук, теологические, этические и философские сочинения, экзегетические сочинения, литературно-исторические трактаты, статьи, биографии учёных, филологические и исторические исследования, работы о римских авторах и отцах церкви, включая текстовые издания и переводы.

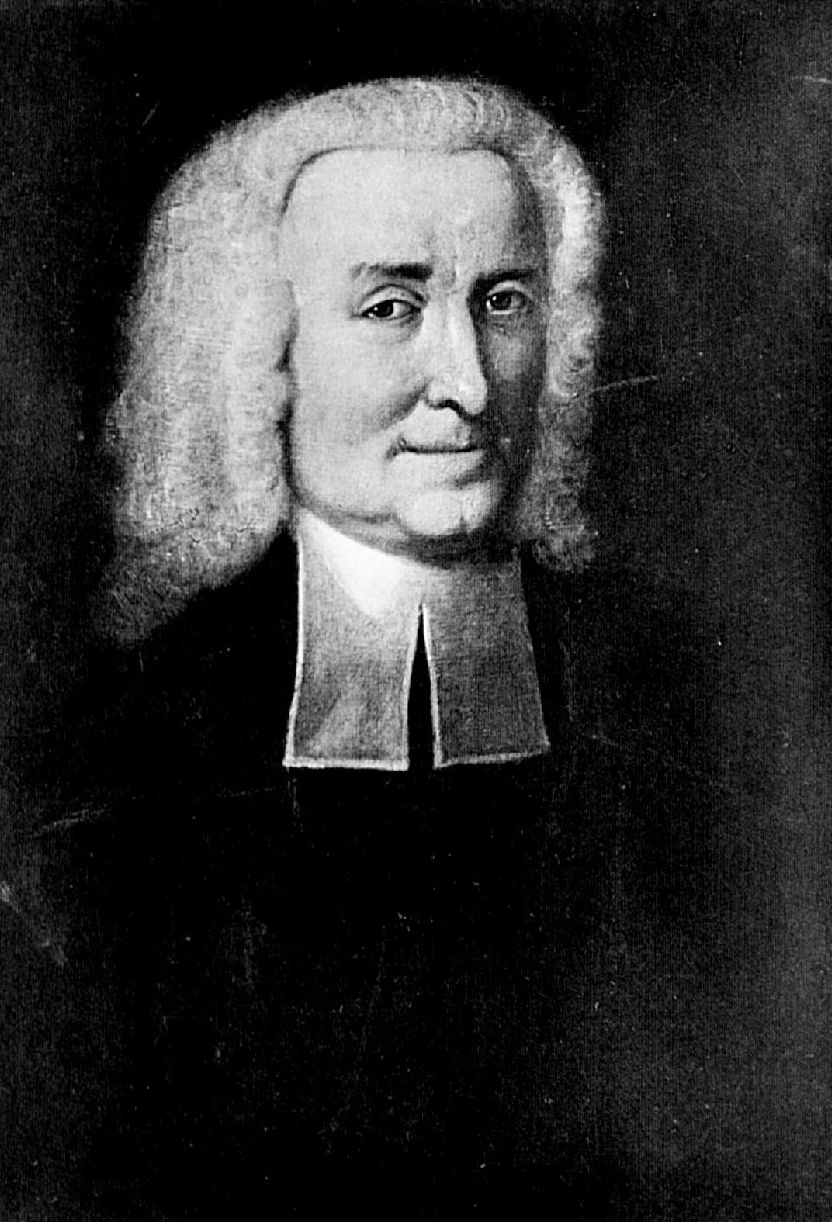
Портрет Христофора Августа Геймана. 1747

Его сочинение «Conspectus reipublicae literariae» (Геттинген, 1791—1797) положило основу истории литературы и науки в Германии. Перевёл и издал с комментариями «Новый Завет» (1750, Ганновер).
Среди его учеников Иоганн Петер Эберхард. 